# Havlíčkův Brod
Havlíčkův Brod (németül Deutschbrod) település Csehországban, a Havlíčkův Brod-i járásban.

## Fekvése
Havlíčkův Brod Radostín, Ždírec, Vysoká, Veselý Žďár, Štoky, Šlapanov, Okrouhlice, Pohled, Olešná, Břevnice, Bartoušov, Kyjov, Knyk, Hurtova Lhota, Okrouhlička, Michalovice, Krásná Hora, Krátká Ves, Lípa, Česká Bělá és Horní Krupá településekkel határos. Lakosainak száma 23 746 fő (2024. január 1.).

## Népesség
A település lakosságának változását az alábbi diagram mutatja:
| Lakosok száma | 4987 | 10 240 | 8986 | 14 927 | 24 550 | 23 549 | 23 234 | 23 256 | 22 920 | 23 746 |
|               | 1869 | 1900   | 1921 | 1961   | 1980   | 2012   | 2016   | 2019   | 2021   | 2024   |